# Pietro Verri (militare)
Pietro Verri (Pavia, 1868 – Henni Sciara Sciat, 26 ottobre 1911) è stato un militare e agente segreto italiano.

## Biografia
Costretto ad abbandonare prematuramente gli studi per il grave dissesto economico in cui versava la famiglia in seguito alla morte del padre, Pietro Verri si arruolò nel 1888 come volontario nel Regio Esercito. Destinato al 36º reggimento fanteria vi raggiunse il grado di sergente. Nel 1892 tentò senza fortuna gli esami di ammissione alla scuola ufficiali, li passerà l'anno successivo ottenendo nel 1894 la nomina a sottotenente.
Nel 1896, distaccato dall'Ufficio I, fece parte del Corpo di Spedizione del generale Baratieri in Etiopia quale ufficiale addetto a missioni informative per la zona di Adi-Ugri compiendo numerose azioni di intelligence.
Tornato in Italia, venne ammesso nel 1898 alla Scuola di Guerra. In due anni acquisì una perfetta conoscenza dell'inglese, del tedesco, dell'amarico, dell'arabo e del tigrino, mostrandosi inoltre versatissimo nelle matematiche superiori, in geologia, geografia e geodesia.
Nel 1900 il colonnello Vincenzo Garioni lo volle quale ufficiale addetto ai servizi informativi del Corpo di spedizione italiano in Cina. Qui Verri si distinse nello scontro di Ku-Nam Siem del 23 novembre 1900 meritando una medaglia d'argento al valor militare e al termine della missione venne promosso sul campo al grado di capitano.
Rientrato in Italia, fu dapprima di stanza al 4º reggimento di fanteria e poi al reggimento Lancieri di Novara. Ripresi e terminati gli studi alla Scuola di Guerra, fu nuovamente assegnato nel 1904 al comando delle truppe coloniali in Eritrea, dove rimase più di tre anni. Destinato successivamente all'Istituto Geografico Militare stilò un «Contributo allo studio geografico dell'Eritrea»..
Una nuova missione lo vide impegnato ad Aden dove compì importantissime operazioni informative che gli valsero il conferimento della croce di cavaliere dei Santi Maurizio e Lazzaro. Nel 1911 venne quindi inviato in Tripolitania, sotto le mentite spoglie di ispettore portuale, per compiere una ricognizioni esplorativa in vista del prossimo sbarco italiano.
Il 5 ottobre dello stesso anno fu il primo ufficiale ad entrare a Tripoli alla testa della compagnia di marinai da lui comandata e ribattezzata Garibaldini del mare.
Il 26 ottobre successivo, a Henni, un campo trincerato nei pressi di Tripoli, due battaglioni della Regia Marina affiancati da alcuni reparti del 4º Fanteria si scontrano alla baionetta contro una colonna di truppe regolari turche e di cavalleggeri arabi. Il Capitano Verri dopo aver resistito alla carica dei turchi, ordinerà un contrattacco nel quale troverà la morte. Per questa azione gli venne conferita la massima decorazione al valor militare alla memoria. 
Gabriele D'Annunzio gli dedicò alcuni versi di Merope (il Libro quarto delle laudi del cielo del mare della terra e degli eroi):
La yacht armato turco Tarabulus, catturato il 30 settembre 1911 a Prevesa, durante il primo scontro tra le squadre navali italiana e turca, venne ribattezzato in sua memoria Capitano Verri e incorporato come cannoniera nella Regia Marina, successivamente anche una caserma a Tripoli venne intitolata alla sua memoria.  Una lapide, murata in piazza Petrarca a Pavia, ricorda il capitano Verri ai suoi concittadini.